# دوجلاس أوسلي
دوجلاس أوسلي (بالإنجليزية: Douglas W. Owsley) هو عالم أنثروبولوجيا أمريكي وهو الرئيس الحالي للأنثروبولوجيا الفيزيائية في المتحف الوطني للتاريخ الطبيعي في واشنطن تحت إدارة مؤسسة سميثسونيان (NMNH)، يُعتبر من أبرز علماء الآثار والأنثروبولوجيا الفيزيائية في العالم ومن المؤثرين في وسائل الإعلام. قدم تحليلًا علميًا في سبتمبر 2001 في المشرحة العسكرية الموجودة في قاعدة دوفر الجوية بعد هجوم الحادي عشر من سبتمبر في واشنطن، وكرمته وزارة الدفاع الأمريكية في العام التالي بجائزة قائد الخدمة المدنية لمساعدته في التعرف على ستين ضحية لقوا حتفهم عندما ضربت طائرة الخطوط الجوية الأمريكية 77 مبنى البنتاغون.
تشاور أوسلي مع المنظمات والوكالات الحكومية والخاصة بصفته خبيرًا في أنثروبولوجيا الطب الشرعي من أجل التنقيب عن بقايا الهياكل العظمية وإعادة صياغتها لتحديد هوية المتوفيين والعثور على سبب الوفاة، ساهم أوسلي في تحديد الضحية الأولى التي قتلها جيفري دامر والتي تعتبر من الحالات المميزة في مسيرته بالإضافة إلى التنقيب عن الغواصة التابعة للولايات الكونفدرالية الأمريكية إتش إل هانلي أثناء الحرب الأهلية الأمريكية في ميناء تشارلستون، كما ساهم في تحديد هوية 82 ضحية من ضحايا الحصار في مجمع برانش دافديان بالقرب من واكو في تكساس وتحديد هوية الجنود الأمريكيين الذين قتلوا خلال حرب الخليج الثانية في عملية عاصفة الصحراء وتشخيص هوية الأفراد المدفونين في توابيت حديدية تعود إلى القرن السابع عشر اكتُشفت في منطقة خليج تشيسابيك بولاية ماريلاند ومجمع سكني في كولومبيا هايتس في واشنطن.
أسهم أوسلي في تحليل وتشخيص العديد من ضحايا الجرائم الحديثة خلال حياته إلا أنه قد ادخل نفسه في تحليل العظام القديمة ونفى الاعتقاد الشائع بأن الهياكل العظمية العائدة للرجل كينويك التي وجدت في واشنطن لها علاقة بالأمريكيين الأصليين في الوقت الحاضر وإنما تعود لأسلاف الهنود، شارك أوسلي أيضًا في أعمال التنقيب والتعرف على بقايا الهياكل العظمية المكتشفة في جميع أنحاء العالم، أشرف أوسلي على فحوصات الطب الشرعي لأكثر من 13000 هيكل عظمي يصل عمرهم إلى أكثر من 10000 عام عند عمله مع مؤسسة سميثسونيان.
نُشرت سيرته الذاتية عام 2003 في هاربر كولنز حول عمله في أكثر الجرائم شهرةً في أمريكا، والتي تحولت لاحقًا إلى فيلم وثائقي على قناة ديسكفري الأمريكية كما أنه ظهر في فيلم كوابيس جيمستاون الذي أنتجته منظمة ناشيونال جيوغرافيك، كُرِم أوسلي بجائزة (35 شخصًا مؤثرًا) مع عدد من الشخصيات البارزة، التي نُشرت في عدد شهر نوفمبر لمجلة سميثسونيان.

## سيرة حياته
ولد دوجلاس أوسلي في 21 يوليو 1951 في شيريدان الواقعة في وايومنغ لوالديه ويليام ونورما أوسلي وسط مجتمع يربي المواشي، كان والده حارسًا ووالدته رسامة، ارتاد أوسلي مدرسة الأحد للتعليم الديني في كنيسة القديس جورج الأسقفية في لوسك. كانت بلدته محاطة بالامتداد الشرقي لغابة بلاك هيلز الوطنية التي أثارت اهتمام أوسلي بالطبيعة والعلوم، إذ أنه قضى الصيف في استكشاف المناجم المهجورة وتسلق الصخور وركوب الدراجة في التلال التخييم في الخارج مع صديقه مايك ليون.
كان أوسلي متميزًا في دراسته الابتدائية ويحصل على أعلى الدرجات في صفه وخصوصًا في بيولوجيا الحيوانات إذ أنه نشأ في وسط الحياة البرية ليتعلم منها، دائمًا ما كان يطرح أوسلي أسئلةً على أساتذته بداعي الفضول ورغبةً في التعلم، غالبًا ما كان يُعثر عليه وهو يبحث في التلال والغابات المحيطة ببلدته ويعثر على العناكب والحشرات والأوراق ويحتفظ بها. أنشأ أوسلي مختبرًا مصغرًا للكيمياء في التاسعة مع عمره في القبو باستخدام الأدوات المنزلية، جرب في أحد الأيام دمج بعض المواد الكيميائية الخاصة به مع بعض مساحيق تنظيف الحمام وطور مخدرًا، وحقن ضفدعًا به وأكتشف بأنه يمكن أن يفقد للوعي دون تأثر أعضائه الداخلية وللتأكد شرح أوسلي الضفدع لإلقاء نظرة على أعضاءه الداخلية وأشار إلى استمرار قلبه بالنبض، وأغلق الجرح بعد ذلك باستخدام عدة خياطة والدته وأطلقه في الفناء الخلفي بعد أن تأكد من سلامته.
استكشف أوسلي وصديقه ليون منجم فضة مهجور عندما اكتشفوا بقايا هيكل عظمي لحصان كبير في صيف عام 1962 فأسرعوا إلى المنزل بعرباتهم لجمع العظام ونقلها إلى مختبر إذ أرادوا إعادة تجميع العظام وبناء الهيكل العظمي على غرار الهياكل العظمية للديناصورات التي رأوها في الكتب المدرسية، فرز أوسلي وصديقه العظام على حسب حجمها ثم أعادوا تركيبها بدون مساعدة الكتب المدرسية وأمضوا فصل الصيف في تجميع العظام مثل لعبة أحجية الصور المقطوعة، وفي الأسبوع الأخير من العطلة الصيفية انتهى الصديقان من إعادة بناء الهيكل العظمي للحصان، قال أوسلي في حينها «أتراهن على أننا سنكون يومًا في ناشيونال جيوغرافيك عندما سنصبح علماء يومًا ما».

### زواجه وعائلته
كان أوسلي وزوجته المستقبلية يعيشون على بعد أربع بنايات فقط عندما كان في وايومنغ ونشأوا في الحي نفسه ودرسوا في المدرسة نفسها، وقال لها إنه سيتزوجها يومًا ما عندما كانوا في المدرسة الثانوية، وبعد أن أكملوا الجامعة عادا إلى لوسك وتزوجا في الكنيسة المجاورة لهما.
ولدت ابنتهما الأولى هيلاري في مايو 1978 قبل حصول أوسلي على درجة الدكتوراه وولدت ابنتهما الثانية كيمبرلي بعد ذلك بعامين في سبتمبر 1980.